# Jonesiella fusiformis
Jonesiella fusiformis är en kräftdjursart som beskrevs av Brady 1880. Jonesiella fusiformis ingår i släktet Jonesiella och familjen Pseudotachidiidae. Arten är reproducerande i Sverige. Inga underarter finns listade i Catalogue of Life.